# Atletism la Jocurile Olimpice de vară din 2020 - 4x400 m (feminin)
Proba de ștafetă 4x400 de metri feminin de la Jocurile Olimpice de vară din 2020 a avut loc în perioada 5-7 august 2021 pe Stadionul Național al Japoniei.

## Recorduri
Înaintea acestei competiții, recordurile mondiale și olimpice erau următoarele:
| Record  | Atlet                                                                                 | Timp    | Loc                 | Data             |
| ------- | ------------------------------------------------------------------------------------- | ------- | ------------------- | ---------------- |
| Mondial | Uniunea Sovietică (Tatiana Ledovskaia, Olga Nazarova, Mariya Pinigina, Olga Bryzgina) | 3:15,17 | Seul, Coreea de Sud | 1 octombrie 1988 |
| Olimpic | Uniunea Sovietică (Tatiana Ledovskaia, Olga Nazarova, Mariya Pinigina, Olga Bryzgina) | 3:15,17 | Seul, Coreea de Sud | 1 octombrie 1988 |

## Program
Orele sunt ora Japoniei (UTC+9) 
| Data                   | Oră   | Etapă   |
| ---------------------- | ----- | ------- |
| Joi, 5 august 2021     | 19:00 | Etapa 1 |
| Sâmbătă, 7 august 2021 | 19:00 | Finala  |

## Rezultate

### Calificări
S-au calificat în finală primele trei echipe din fiecare serie (C) și următoarele două echipe cu cel mai bun timp (c). 

#### Seria 1
| Loc | Culoar | Țară      | Atleți                                                                                  | Reacție la start | Timp    | Note  |
| --- | ------ | --------- | --------------------------------------------------------------------------------------- | ---------------- | ------- | ----- |
| 1   | 3      | Polonia   | Anna Kiełbasińska, Iga Baumgart-Witan, Małgorzata Hołub-Kowalik, Justyna Święty-Ersetic | 0,161            | 3:23,10 | C     |
| 2   | 8      | Cuba      | Zurian Hechavarría, Rose Mary Almanza, Sahily Diago, Lisneidy Veitía                    | 0,194            | 3:24,04 | C, SB |
| 3   | 4      | Belgia    | Naomi Van Den Broeck, Imke Vervaet, Paulien Couckuyt, Camille Laus                      | 0,139            | 3:24,08 | C, RN |
| 4   | 5      | Germania  | Corinna Schwab, Carolina Krafzik, Laura Müller, Ruth Spelmeyer                          | 0,168            | 3:24,77 | SB    |
| 5   | 9      | Franța    | Sokhna Lacoste, Amandine Brossier, Brigitte Ntiamoah, Floria Gueï                       | 0,279            | 3:25,07 | SB    |
| 6   | 6      | Elveția   | Léa Sprunger, Silke Lemmens, Rachel Pellaud, Yasmin Giger                               | 0,153            | 3:25,90 | RN    |
| 7   | 7      | Australia | Bendere Oboya, Kendra Hubbard, Ellie Beer, Anneliese Rubie-Renshaw                      | 0,197            | 3:30,61 | SB    |
|     | 2      | Bahamas   | Doneisha Anderson, Megan Moss, Brianne Bethel, Anthonique Strachan                      | 0,297            | NT      |       |

#### Seria 2
| Loc | Culoar | Țară                       | Atleți                                                                      | Reacție la start | Timp    | Note  |
| --- | ------ | -------------------------- | --------------------------------------------------------------------------- | ---------------- | ------- | ----- |
| 1   | 8      | Statele Unite ale Americii | Kaylin Whitney, Wadeline Jonathas, Kendall Ellis, Lynna Irby                | 0,177            | 3:20,86 | C, SB |
| 2   | 9      | Jamaica                    | Junelle Bromfield, Roneisha McGregor, Janieve Russell, Stacey-Ann Williams  | 0,177            | 3:21,95 | C, SB |
| 3   | 3      | Marea Britanie             | Emily Diamond, Zoey Clark, Laviai Nielsen, Nicole Yeargin                   | 0,169            | 3:23,99 | C, SB |
| 4   | 7      | Olanda                     | Lieke Klaver, Lisanne de Witte, Laura de Witte, Femke Bol                   | 0,220            | 3:24,01 | c, RN |
| 5   | 6      | Canada                     | Alicia Brown, Sage Watson, Madeline Price, Kyra Constantine                 | 0,162            | 3:24,05 | c, SB |
| 6   | 5      | Ucraina                    | Kateryna Klymyuk, Alina Lohvânenko, Viktoria Tkaciuk, Anna Râjâkova         | 0,173            | 3:24,50 | SB    |
| 7   | 4      | Italia                     | Benedicta Chigbolu, Alice Mangione, Petra Nardelli, Rebecca Borga           | 0,150            | 3:27,74 | SB    |
| 8   | 2      | Belarus                    | Aliaksandra Khilmanovich, Yuliya Bliznets, Elvira Herman, Asteria Uzo Limai | 0,214            | 3:33,00 |       |

### Finala
| Loc | Culoar | Țară                       | Atleți                                                                                  | Reacție la start | Timp    | Note |
| --- | ------ | -------------------------- | --------------------------------------------------------------------------------------- | ---------------- | ------- | ---- |
| 1   | 7      | Statele Unite ale Americii | Sydney McLaughlin, Allyson Felix, Dalilah Muhammad, Athing Mu                           | 0,145            | 3:16,85 | SB   |
| 2   | 4      | Polonia                    | Natalia Kaczmarek, Iga Baumgart-Witan, Małgorzata Hołub-Kowalik, Justyna Święty-Ersetic | 0,183            | 3:20,53 | RN   |
| 3   | 5      | Jamaica                    | Roneisha McGregor, Janieve Russell, Shericka Jackson, Candice McLeod                    | 0,192            | 3:21,24 | SB   |
| 4   | 3      | Canada                     | Alicia Brown, Madeline Price, Kyra Constantine, Sage Watson                             | 0,179            | 3:21,84 | SB   |
| 5   | 9      | Marea Britanie             | Ama Pipi, Jodie Williams, Emily Diamond, Nicole Yeargin                                 | 0,163            | 3:22,59 | SB   |
| 6   | 2      | Olanda                     | Lieke Klaver, Lisanne de Witte, Laura de Witte, Femke Bol                               | 0,207            | 3:23,74 | RN   |
| 7   | 6      | Belgia                     | Naomi Van Den Broeck, Imke Vervaet, Paulien Couckuyt, Camille Laus                      | 0,173            | 3:23,96 | RN   |
| 8   | 6      | Cuba                       | Zurian Hechavarría, Rose Mary Almanza, Sahily Diago, Lisneidy Veitía                    | 0,219            | 3:26,92 |      |